# Clive Mantle
Clive Mantle (ur. 3 czerwca 1957 w Londynie) – brytyjski aktor filmowy i teatralny.
Przez pięć lat związany był z brytyjskim National Youth Theatre. Jego pierwszą większą rolą była rola Małego Johna w serialu Robin z Sherwood.

## Filmografia

### Filmy
- 1988: Po kłębku do nitki
- 1989: Opera za trzy grosze
- 1992: Obcy 3
- 1990: Biały myśliwy, czarne serce
- 2003: Tożsamość mordercy

### Seriale TV
- 1983–1986: Robin z Sherwood
- 1993–1996: Na sygnale
- 1999–2001: Szpital Holby City
- 2011: Gra o Tron jako Greatjon Umber
- 2012: Sherlock